# Karl Eger (Landrat)
Karl Eger (* 6. Mai 1907 in Gotha; † nach 1952) war ein deutscher Landrat.
Eger war Mitglied der SS und trat zum 1. Mai 1930 der NSDAP bei (Mitgliedsnummer 242.433). Eger war seit 1935 im Landratsamt Merseburg beschäftigt und seit 1936 am Oberpräsidium Kiel. 1939 wurde er zum Landrat im Landkreis Süderdithmarschen ernannt. Ab 1941 wirkte er als Hauptkommissar von Minsk.
Nach dem Krieg arbeitete er ab 1952 als Oberregierungsrat im Wasser- und Schifffahrtsamt Kiel.